# 인간시장 3
"인간시장 3"은 1991년에 개봉한 대한민국의 영화이다.

## 캐스팅
- 진유영 : 장총찬 역
- 정다혜 : 남다혜 역
- 이대근 : 교주 역
- 김정식 : 가짜장총찬 역
- 방은희 : 교주여비서 역
- 김형자 : 은지 모 역
- 김운하 : 은지 부 역
- 박미숙 : 미애 역
- 공호석 : 무초스님 역
- 정한용 : 편집장 역
- 민지환 : 신 회장 역
- 장진석 : 자운 역
- 김윤 : 은지 역
- 정영아 : 서희 역
- 장정국 : 형사 역
- 나갑성 : 형사 역
- 송인혁 : 보디가드 역
- 신환교 : 보디가드 역
- 배충열 : 보디가드 역
- 이진수 : 보디가드 역
- 이민영 : 김 기자 역
- 이봉규 : 박 기사 역
- 윤일주 : 부교주 역
- 민보애 : 무용수 역
- 김재윤 : 여자 1 역
- 김혜진 : 여자 2 역
- 김경애 : 아줌마 역
- 이태욱 : 오토바이일당 역
- 조성규 : 오토바이일당 역
- 이교진 : 오토바이일당 역